# 日産・PMプラットフォーム

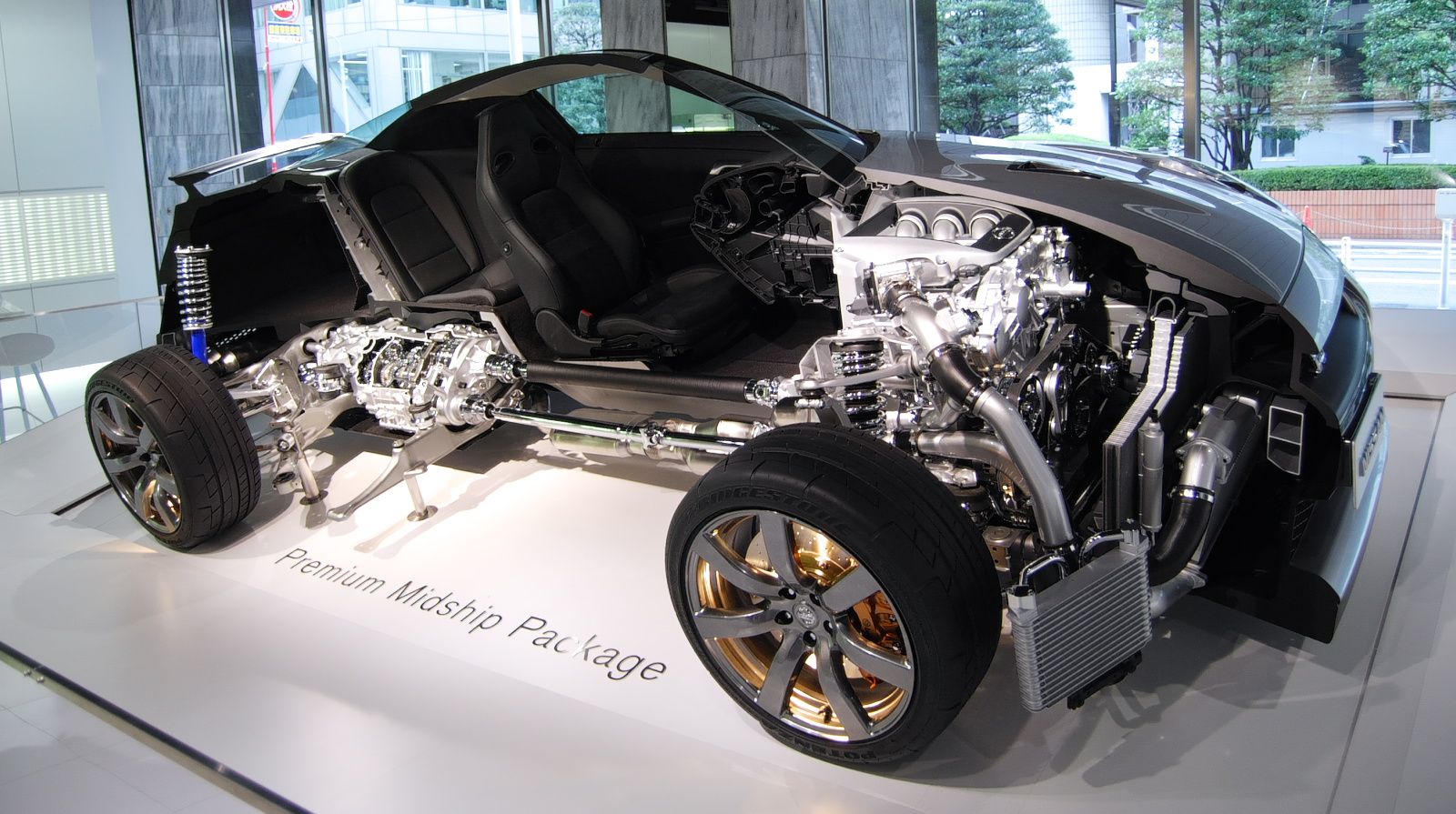
GT-Rのカットモデル

PMプラットフォームとは、日産自動車の日産・GT-R専用のプラットフォームの名称である。

## 概要
PMパッケージが採用されているためこの名称となったが、PMとはプレミアム・ミッドシップ（Premium Mid-ship）の略である。このパッケージングはFMパッケージ開発時にはすでにGT-Rの開発責任者となった水野和敏により構想されており、2003年秋のGT-R開発プロジェクト発動時にこのパッケージングが採用されることが決定された。
2012年12月時点ではGT-R専用のプラットフォームであるが、将来のカーエンジニアリングの指標となるべくあらかじめ汎用的に設計されており、セダンやSUVへの転用、およびハイブリッドシステムの搭載も可能である。事実、水野はこのプラットフォームを用いてホイールベースを延長し、GR6型6速デュアルクラッチトランスミッションに代えて、ジヤトコ・JR710E/JR711Eを搭載した4ドアの試作車を次世代のインフィニティのフラッグシップとして提案したが、日産上層部に退けられたことを後年明かしている。

## メカニズム

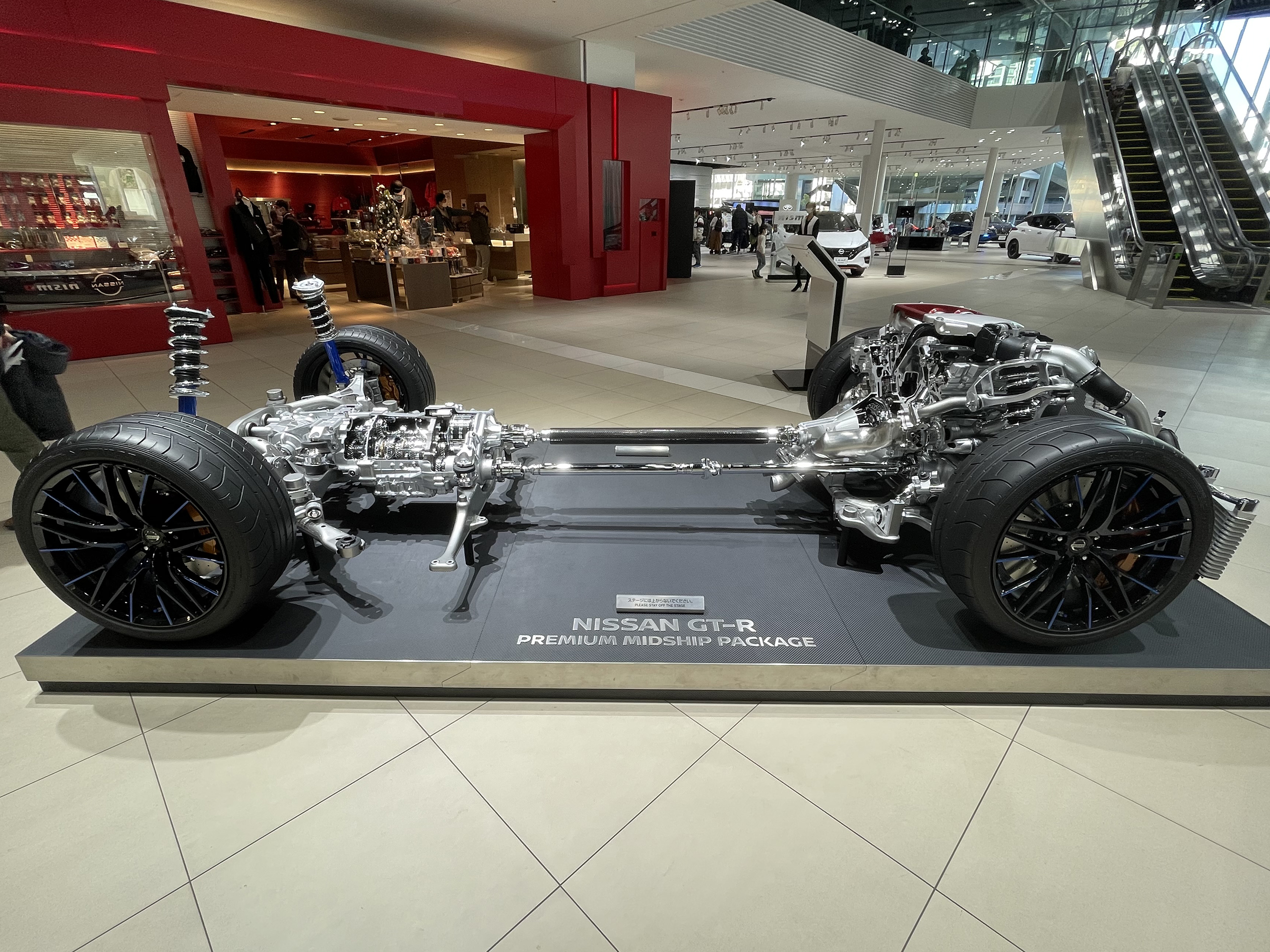
PMパッケージ本体

エンジンを前方に配置し、デュアルクラッチトランスミッションをリアデフと一体化してトランスアクスルをとり、さらにトランスファーも車両後方に配置することにより前後重量配分を最適化し、前53-54：後46-47とした。なお、前後重量配分が50:50となっていないのは、動的な重量バランスを考慮したためで、実際加速・減速時には荷重バランスが変動するため、必ずしも50:50が理想とされるわけではない。
前後重量配分を改善するのと同時に、リアアクスル付近に重量物を配置することによって旋回時にタイヤに強い接地荷重を与えられる。なお、トランスアクスルに発生する慣性を後輪の接地荷重に転嫁するために、トランスアクスルを偏平にし、相当低い位置に搭載している。
このプラットフォームは一般的なトランスアクスルレイアウトとは異なり、エンジンとトランスミッションをつなぐトルクチューブがなく、プロペラシャフトのみで連結される独立型トランスアクスル構造をとり、アテーサ E-TS四輪駆動システムと組み合わせたことにより、世界初の独立型トランスアクスル4WD構造としている。
4WDとなるため、エンジンとトランスミッションをつなぐプロペラシャフトに加え、トランスファーとフロントデフをつなぐプロペラシャフトが存在する構造となる。前者のプロペラシャフトはZ33型フェアレディZなどですでに実績のあったカーボンファイバー製のプロペラシャフトが採用され、これがこの特徴的なレイアウトを実現させる要になった。クラッチを後部のトランスアクスル内に内蔵している関係上、エンジン回転時は常にプロペラシャフトが回転し、プロペラシャフトもエンジン回転の慣性物となるため、慣性の少ない軽量プロペラシャフトでなければこのレイアウトは実現し得なかった。また、前述のようにトルクチューブを省略したことにより、軽量化と振動の低減が可能になっている。
PMパッケージの採用により、エンジン後方にトランスミッションがなくなり、エンジンを冷却した空気はセンタートンネル内を通り、トランスアクスルを冷却後、リアディフューザー付近から排出するというエアフローが実現した。それにより、パワーユニット・パワートレインの冷却にも利点が生まれた。冷却用のエアフローとアンダーフロアのエアフローをほぼ分離することにより、冷却性能を犠牲にせずアンダーフロアをフラットにでき、空気抵抗の低減と強力なダウンフォースの発生にも寄与した。
ほかの利点としては、大型のトランスミッションを前席の足元付近に搭載する必要がなくなり、ドライバーの位置を適切に決定することが可能になる点などが挙げられる。
なお、プレミアムミッドシップパッケージのレイアウトはGT-Rの発売前から特許が出願されていた。